# Жан, Оливье
Оливье Жан (фр. Olivier Jean; род. 15 марта 1984 в г.Репантиньи, провинция Квебек) — канадский шорт-трекист, пятикратный чемпион мира, Олимпийский чемпион 2010 года в эстафете, участник Олимпийских игр 2014 и Олимпийских игр 2018 годов.

## Спортивная карьера
Оливье начал кататься на коньках в возрасте пяти лет. С раннего детства был вдохновлён высокими скоростями в шорт-треке, его кумирами являлись Эрик Бедар, Джонатан Гильметт, Натали Ламбер, Гаэтан Буше и др. Впервые на международном уровне выступил в 2002 году на юниорском чемпионате мира, где в составе сборной Канады выиграл серебряную награду эстафетной гонки, а в общем зачёте занял 12-е место. 
Следующие несколько лет Оливье выступал только в национальных чемпионатах, где выиграл на зимних Канадских играх 2003 года и трофей Альта-Вальтеллина в 2006 году. Он также выиграл чемпионат Канады по роликовым конькам. В октябре того же года его взяли в национальную сборную  и сразу на этапе Кубка мира взял серебро на своей коронной дистанции 500 м. В 2007, 2009 и 2011 годах был бронзовым призёром в общем зачёте на открытых чемпионатах Канады.
На чемпионате мира в Милане в 2007 году завоевал серебро в эстафете, а через несколько дней на командном чемпионате мира в Будапеште выиграл золотую медаль в команде. Также на этапах Кубка мира на 500 м выиграл два золота, два серебра, две бронзы на 1000 и 1500 м, и в эстафете два золота, два серебра и бронзу. В том же году получил премию "Восходящая звезда" за успехи в шорт-треке. 
Он получил на одной из тренировок серьёзную травму, порезал сухожилие лодыжки, что потребовало операции и он вернулся к соревнованиям только в сезоне 2008/09 годов, начал с победы на этапе Кубка мира в Пекине, где выиграл золото. В марте 2009 года на чемпионате мира в Вена стал третьим на 500 м., следом на командном чемпионате в Херенвене стал вторым. На Кубке мира вновь получил 2 золота, два серебра и бронзу в эстафетных гонках, а также серебро и бронзу на 1500 м. 
На Олимпийских играх в Ванкувере Оливье участвовал на 500 м, где занял 9-е место, на 1500 м вышел в финал, но остался только 4-м, а вот в эстафете вместе с партнёрами вырвал победу. Через месяц на командном чемпионате в Бормио вновь завоевал серебро. В 2011 году на мировом первенстве в Шеффилде на дистанции 500 м взял серебряную медаль, а в эстафете выиграл золото, в составе которой участвовали Майкл Гилдей, Шарль Амлен и Франсуа Амлен. 
Через неделю на командном первенстве мира в Варшаве Жан с командой взяли бронзу. На том чемпионате произошёл инцидент, в котором американский конькобежец Саймон Чо перед стартом эстафеты подпортил лезвие конька Оливье, из-за чего он не смог выступить и Канада осталась только третьей, хотя до этого считалась фаворитом.
Очередной 2012 год Жан начал в январе на открытом чемпионате Канады в Сагенее, где занял 2-е место в общем зачёте и 1-е место в эстафете, а в марте на чемпионате мира в Шанхае одержал победу на дистанции 500 м и в эстафетной гонке, и стал бронзовым призёром в личном многоборье. Он удачно выступил на этапах Кубка мира, где выиграл пять медалей высшей пробы на 500 м, и стал обладателем Кубка мира на этой дистанции в общем зачёте. 
На этапе в Нагано он получил сотрясение мозга после падения, но через небольшое время восстановился и продолжал соревноваться. В следующем году он вновь выиграл золотую медаль эстафеты на чемпионате мира в Дебрецене, В 2014 году на Олимпийских играх в Сочи Жан занял 13-е место на 500 м, 9-е на 1000 м, а в эстафете 6-е место. Он пропустил начало сезона 2014/15, чтобы получить степень кинезиолога в Университете Квебека в Монреале В 2015 году на чемпионате мира в эстафете канадцы заняли только 7-е место, и тогда же получил травму лодыжки. 
В октябре 2015 года Оливье Жан перешёл на длинные дистанции в конькобежном спорте. В декабре 2015 года он выступал на чемпионате мира в Херенвене, в дивизионе В, где в масс-старте был третьим, на 1500 м - 6-м и в командной гонке - 8-м, а в январе 2016 года на чемпионате Канады на отдельных дистанциях стал серебряным призёром на 1500 м. В феврале 2017 года на чемпионате мира на отдельных дистанциях в Канныне Жан выиграл бронзу в масс-старте. После неожиданной бронзы он уехал в Нидерланды на подготовку к Олимпиаде в Корее. Там провёл 4-е месяца, тренируясь в марафонском катании. На Олимпийских играх в Пхёнчхане Жан занял 14 место в масс-старте. 23 октября он выиграл на чемпионате Канады масс-старт, занял 7-е место на 1000 м и 9-е на 1500 м.
Оливье увлекается путешествиями, любит кататься на велосипеде, увлекается музыкой Регги из Ямайки.